# Dzoraghbyur
Dzoraghbyur (in armeno Ձորաղբյուր?) è un comune dell'Armenia di 2 159 abitanti (2009) della provincia di Kotayk'.